# ウラダール・シャンドール
ウラダール・シャンドール（ハンガリー語: Wladár Sándor、1963年7月19日 - ）は、ハンガリー、ブダペスト出身の元競泳選手。
1972年から80年まで中央スポーツに、81年から85年までウーイペシュティ・ドージャにそれぞれ所属。17歳で出場した1980年のモスクワオリンピックでは200m背泳ぎで金メダルを獲得、100m背泳ぎ5位、4×100mメドレーリレー6位となった。81年にスイミング・ワールド・マガジンの「今年のヨーロッパ人男性スイマー」に選ばれた。85年から87年まではウーイペシュティ・ドージャで水球選手として活躍した。
引退後1987年に獣医大学を卒業、1990年に兄弟のゾルターンと動物病院を開院した。